# Camptoloma rotundifolia
Camptoloma rotundifolia är en flenörtsväxtart som beskrevs av George Bentham. Camptoloma rotundifolia ingår i släktet Camptoloma och familjen flenörtsväxter. Inga underarter finns listade i Catalogue of Life.